# Quecksilbertellurid
Quecksilbertellurid (HgTe) ist eine kristalline Verbindung aus der Gruppe der Telluride, die aus Quecksilber und Tellur mit einer (kubischen) Zinkblende-Kristallstruktur gebildet wird. Die Raumgruppe ist F43m (Nr. 216). In seiner kristallinen Form ist es ein direkter Halbleiter und zählt zu den II-VI-Verbindungshalbleitern.

## Vorkommen
In der Natur kommt Quecksilbertellurid als seltenes Mineral Coloradoit vor.

## Eigenschaften
Das natürlich schwach p-leitfähige Halbleitermaterial Quecksilbertellurid kann durch Dotierung mit Elementen wie Brom, Aluminium, Gallium oder Indium in einen n-leitfähigen Halbleiter überführt werden, bei Dotierung mit Zink oder Kupfer kann die p-Leitfähigkeit verstärkt werden.
Quecksilbertellurid kann durch die metallorganische Gasphasenepitaxie hergestellt werden. Anwendungen liegen im Bereich der Festkörperphysik als topologischer Isolator.

## Verwandte Verbindungen
- Cadmiumtellurid (CdTe)
- Quecksilber(II)cadmium(II)tellurid ((Hg,Cd)Te)
- Zinktellurid (ZnTe)
- Cadmiumselenid (CdSe)
- Cadmiumzinktellurid ((Cd,Zn)Te)